# Androide
Actroide, a robô ginoide desenvolvida pela Universidade de Osaka.

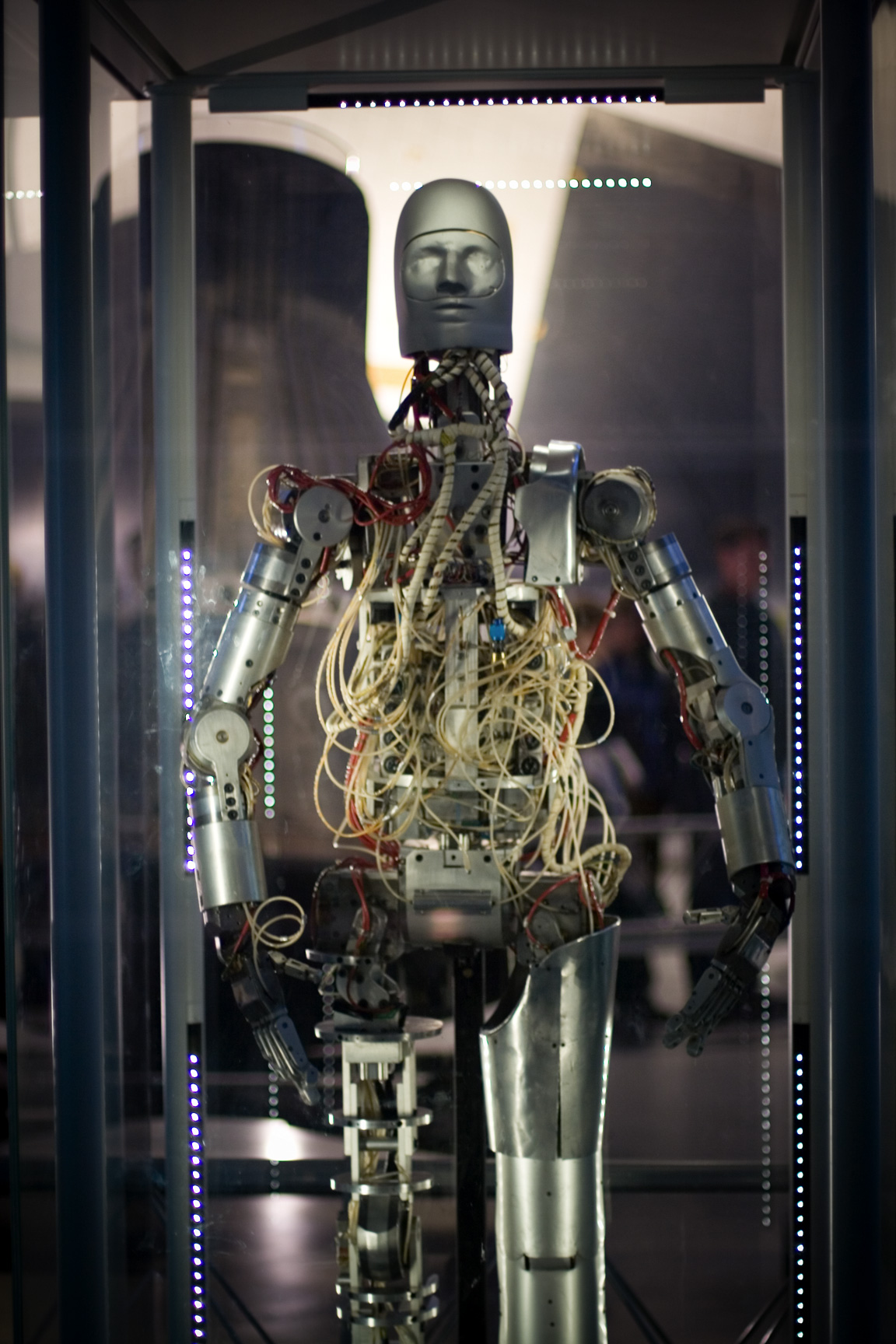
Figura de um androide robótico

Um androide é um robô humanoide ou outro ser artificial geralmente feito de um material semelhante à carne. Historicamente, os androides estavam completamente dentro do domínio da ficção científica e frequentemente vistos no cinema e na televisão, mas os avanços recentes na tecnologia de robôs agora permitem o projeto de robôs humanoides funcionais e realistas.
Embora o termo "androide" seja usado em referência a robôs de aparência humana em geral (não necessariamente robôs humanoides de aparência masculina), um robô com aparência feminina também pode ser chamado de ginoide. Além disso, pode-se referir a robôs sem fazer alusão à sua aparência sexual, chamando-os de antrobôs (fundindo o radical anthrōpos e a palavra robô; ver antrobótica) ou antropoides (abreviação de robôs antropoides; o termo humanoides não é apropriado porque já é comumente usado para referem-se a espécies orgânicas semelhantes a humanos no contexto da ficção científica, futurismo e astrobiologia especulativa).